# モナ・リザ (バンド)
モナ・リザ（Mona Lisa）は、フランスのプログレッシブ・ロック・グループ。ロワレ県オルレアン出身。グループのメンバーは、ドミニク・ル・ゲネック、フランシス・プーレ、ジャン＝ポール・ピアソン、パスカル・ジャルドン、ジャン＝リュック・マルタンが挙げられる。

## 略歴
1973年にオルレアンで結成された。音楽プロデューサーにジャン＝ミッシェル・ブレゾヴァール（アンジュのギタリスト）を迎え、ファースト・アルバム『脱出』をレコーディングし、1974年に発表した。ブレゾヴァールに伴って、グループはアンジュの前座を務めることとなった。コンサート中にグループはアンジュのメンバーたちの影響で「バロック演劇化」のタッチを加えていき、ピーター・ガブリエル在籍時のジェネシスのタッチも加えていく。さらに3枚のアルバム、『グレゴワール氏の小さなヴァイオリン』（1976年）、『限界世界』（1977年）、『Vers Demain』（1978年）を発表した後、グループは解散して、忘却の彼方へと沈んでいった。アルバム『Vers Demain』はドミニク・ル・ゲネック抜きで制作され、ドラマーのフランシス・プーレがボーカルを担当することとなった。モナ・リザは、これにより芸術的および商業的な失敗を実感したという。
1998年、約20年間の活動休止の後、グループはドミニク・ル・ゲネックを中心にヴェルサイユというグループのメンバーのうち4分の3を集めて再結成し、アルバム『De l'ombre à la lumière』をリリースした。この編成で彼らはアメリカのフェスティバル「プログフェスト」にてコンサートを行い、そのイベントを収録した同名ライブCDが発売された。

## 音楽スタイル
モナ・リザの音楽スタイルは、歌い方は大きく異なるものの、特にアンジュというグループに影響を受けている。モナ・リザは、その抒情性とインスピレーションに満ちた音楽で、1970年代フランスのプログレッシブ・ロックにその足跡を残すグループのひとつであり、成熟したアルバムとして『グレゴワール氏の小さなヴァイオリン』と『限界世界』を残している。

## ディスコグラフィ

### アルバム
- 『脱出』 - L'Escapade (1974年、Arcane)
- 『しかめつら』 - Grimaces (1975年、Arcane)
- 『グレゴワール氏の小さなヴァイオリン』 - Le Petit Violon de monsieur Grégoire (1976年、Crypto)
- 『限界世界』 - Avant qu'il ne soit trop tard (1977年、Crypto)
- Vers demain (1978年、Crypto)
- De l'ombre à la lumière (1998年、Musea)
- Progfest 2000 (2001年、Musea) ※ライブ
- Vincent & MONA (2021年、Musea) ※Mona Lisa 2020名義